# Macolor
Macolor là chi cá biển trong họ Cá hồng. Chi này được mô tả bởi Pieter Bleeker vào năm 1860.

## Từ nguyên

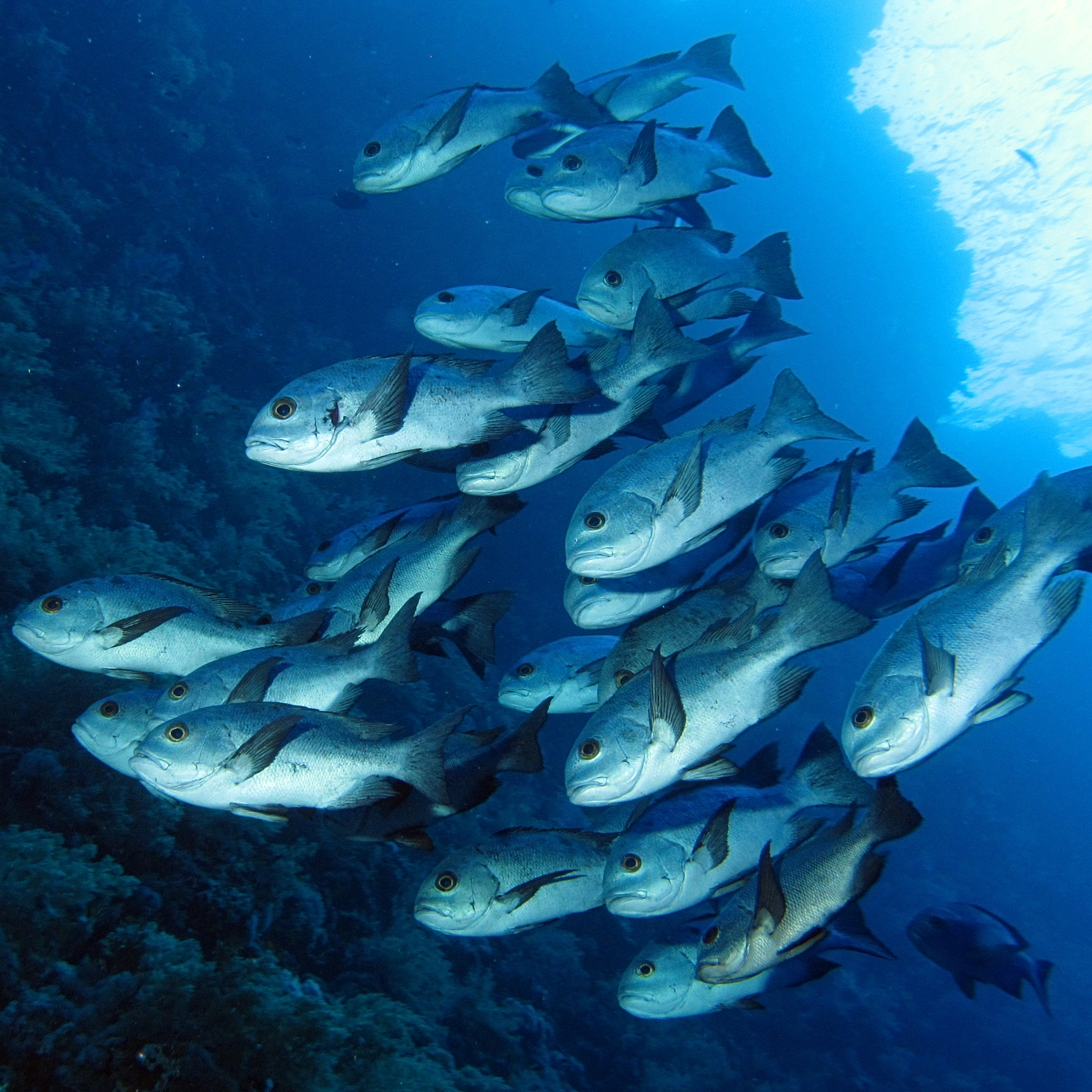
Một đàn M. niger

Tên gọi của chi có lẽ bắt nguồn từ macula trong tiếng Latinh nghĩa là "đốm", hàm ý đề cập đến những đốm trắng trên cơ thể màu đen của M. niger còn nhỏ. Bleeker đã đổi tên không cần thiết cho loài điển hình Diacope macolor (= M. niger) thành Macolor typus.

## Các loài
Có 2 loài được công nhận trong chi này:
- Macolor macularis Fowler, 1931
- Macolor niger (Forsskål, 1775)

## Đặc điểm hình thái và sinh thái

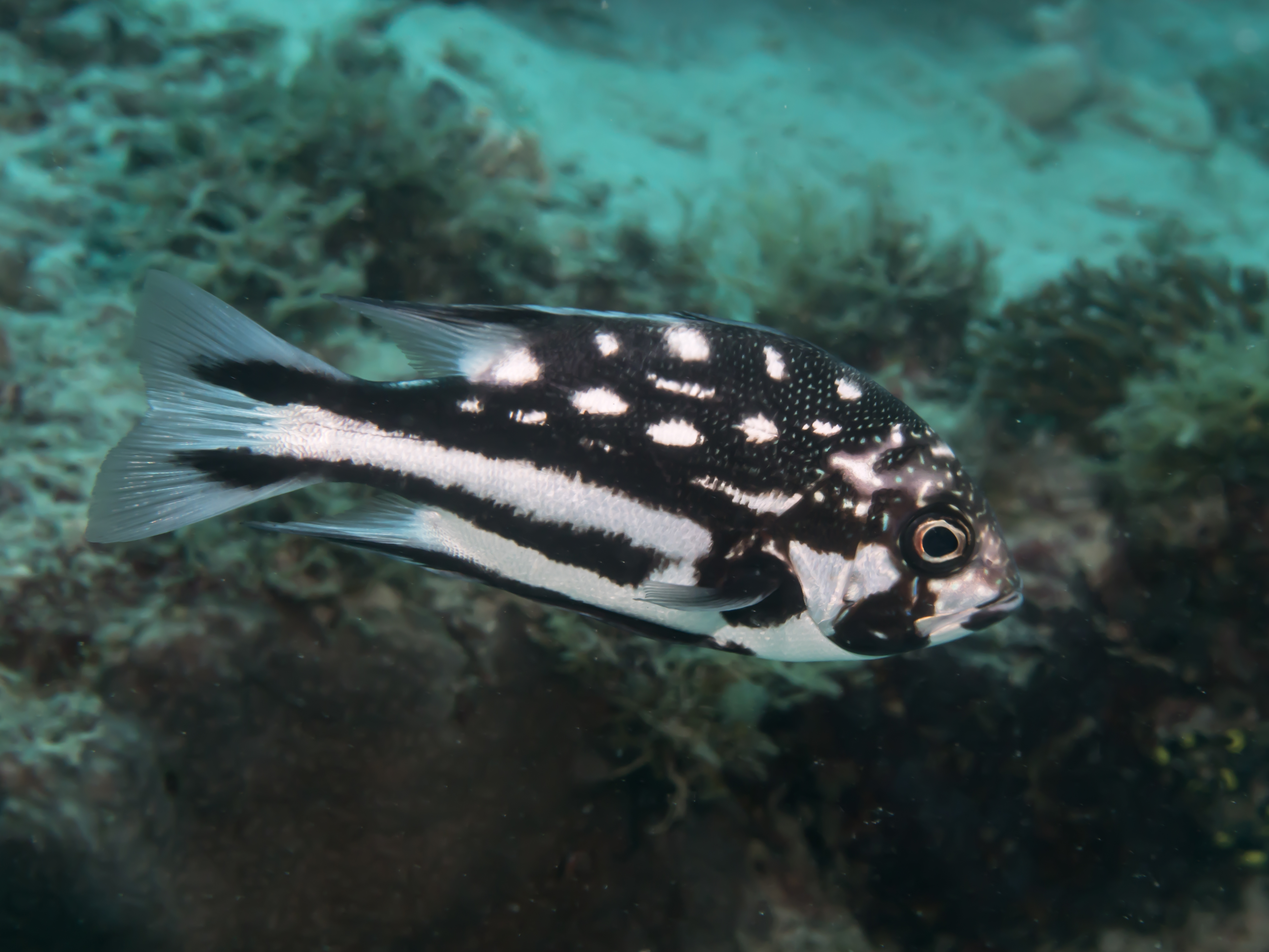
Cá con của M. macularis

Cá trưởng thành chủ yếu có các tông màu nâu xám hoặc nâu đen, vùng bụng nhạt màu hơn. Cá con có hai màu tương phản: đen ở lưng và trắng ở bụng, lốm đốm các vệt đen-trắng ở thân và một dải đen xuyên mắt.
Macolor ưa sống ở khu vực rạn san hô, riêng cá con thường hay tập trung gần huệ biển. Thức ăn chủ yếu là các loài cá nhỏ hơn và động vật giáp xác.
Theo ghi nhận của nhà ngư học J. H. Choat, Macolor có thể sống được khoảng 40–50 năm. Một cá thể M. macularis được thu thập từ bãi cạn Rowley có tuổi thọ lên đến 81, khiến chúng trở thành loài cá rạn san hô nhiệt đới sống thọ nhất được ghi nhận cho đến nay.

## Phân bố
Cả hai loài có phân bố rộng khắp khu vực Ấn Độ Dương - Thái Bình Dương, riêng M. niger còn được quan sát ở cả phía nam Biển Đỏ. Chúng có thể được tìm thấy ở độ sâu đến ít nhất là 90 m.